# تشارلي بكنغهام
تشارلي بكنغهام (بالإنجليزية: Charlie Buckingham) هو متسابق يخت أمريكي، ولد في 16 يناير 1989 في شاطئ نيوبورت في الولايات المتحدة.

## وصلات خارجية
- الموقع الرسمي
- تشارلي بكنغهام على موقع الاتحاد الدولي للملاحة الشراعية (موقع جديد) (الإنجليزية)
- تشارلي بكنغهام على موقع الاتحاد الدولي للملاحة الشراعية (موقع قديم) (الإنجليزية)
- تشارلي بكنغهام على موقع اللجنة الأولمبية الدولية (الإنجليزية)
- تشارلي بكنغهام على موقع أوليمبيديا (الإنجليزية)
- تشارلي بكنغهام على موقع اللجنة الأولمبية والبارالمبية الأمريكية (الإنجليزية)